# محتوى حراري
في الديناميكا الحرارية والكيمياء الجزيئية، المحتوى الحراري أو السخانة  (بالإنجليزية: Enthalpy)‏ وُتعرَّب إلى الأنطلبية (يرمز لها ب H) هي تعبير عن الكمون الدينامي الحراري للنظام. هي مقياس للطاقة الكلية لنظام ترموديناميكي. ومن ضمنها الطاقة الداخلية U التي هي الطاقة اللازمة لإنشاء نظام، بالإضافة إلى كمية الطاقة اللازمة لإفساح مكان (حجم) للنظام خلال الوسط المحيط، وتهيئة النظام للحصول على حجمه وضغطه. وحدة الإنثالبي هي وحدة الطاقة، أي جول.
لا يمكن قياس الإنثالبي الكلي H لنظام. ولكننا نستخدم التغير في الإنثالبي ΔH وهي كمية يمكن قياسها والاستفادة بها أكثر من تعيين قدرها المطلق. وقد اتفق على الآتي:
- تغير ΔH موجب الإشارة: فيكون تفاعل يمتص الحرارة.
- تغير ΔH سالب الإشارة: فيكون تفاعل طارد للحرارة.

ويعتبر التغير في الإنثالبي ΔH لنظام هو الشغل الغير ميكانيكي الذي نمد به النظام أو كمية الحرارة التي نعطيها للنظام.
وعند ثبات الضغط تكون ΔH مساوية للتغير في الطاقة الداخلية ΔU للنظام بالإضافة إلى كمية الشغل التي يؤديها النظام ويعطيها إلى الوسط المحيط  وهذا يعني أنه خلال تفاعل كيميائي يكون التغير في الإنثالبي مساويا لكمية الحرارة التي ينشرها النظام (أو كمية الحرارة التي يمتصها النظام) في الوسط المحيط.
وحدة الإنثالبي H (وكانت H في الأصل مأخوذة من كلمة heat content بالإنجليزية) وحدتها هي جول. في الكيمياء وفي التقنية يلعب الإنثابي المولي دورا أساسيا ويرمز لها {\displaystyle H_{m}} (الوحدة: جول/مول)، كما توجد وحدة لها تستخدم نادرا وتسمى الإنثالبي النوعي die spezifische Enthalpie {\displaystyle h} (الوحدة: جول/كيلوجرام) وهي تعطي الإنثالبية لكيلوجرام واحد من المادة.
في التقنية تفيدنا حسابات تغير إنثالبية نظام حركة حرارية لمعرفة الشغل الذي يمكن الاستفادة منه من النظام (عند الاحتفاظ بالضغط ثابتا). {ذلك لأنه عند ثبات الضغط يتغير الحجم، وتغير حجم النظام معناه أن النظام يؤدي شغلا ميكانيكيا ويعطيه إلى الوسط المحيط. كمية الشغل p. V، ووحدته الجول.}
مصطلح إنتالبية enthalpy مشتق من اللاتينية ويتألف من سابقة en-، تعني «يضع في» وكلمة إغريقية -thalpein تعني «يسخن» كما يقترح أيضا أنها مشتقة من كلمة "enthalpos" (ἐνθάλπος).

## تعريف
يتكون الإنثالبي لنظام من جزئين طاقة داخلية {\displaystyle U} وشغل ناشئ عن تغير الحجم {\displaystyle pV} (الشغل هنا هو حاصل ضرب الضغط p في الحجم V):
{\displaystyle H=U+pV,}
وتتكون الطاقة الداخلية لنظام من طاقة حرارية - ناشئة عن حركة عشوائية للجزيئات من ضمنها طاقة حركة، وطاقة حركة دورانية وطاقة اهتزاز- بالإضافة إلى طاقة الروابط الكيميائية والكمون الكيميائي للذرات. كما تدخل فيها تآثر متبادل بين ثنائي أقطاب ناشئة عن المغناطيسية والشحنات الكهربية.
وتزداد الطاقة الداخلية لنظام بزيادة درجة الحرارة، ونسميها عند درجة الصفر المطلق طاقة درجة الصفر.
والشغل الناتج هنا هو الشغل الذي يتم ضد الضغط {\displaystyle p} 
ويعمل على إنتاج الحجم {\displaystyle V} الذي يشغله النظام ({\displaystyle \Delta V=V}).
بإجراء التفاضل على المعادلة أعلاه نحصل على:
{\displaystyle \mathrm {d} H=\mathrm {d} U+d(p\cdot V)}.
بذلك نكون قد حصلنا على التغير في الإنثالبي عند تغير الطاقة الداخلية وتغير الشغل (d(p. V المؤدى من النظام.
ونظرا لأن التغير في الطاقة الداخلية يعطيه القانون الأول للديناميكا الحرارية:
{\displaystyle \qquad \mathrm {d} U=\delta Q-\delta W=TdS-pdV}
بالتالي:
{\displaystyle \mathrm {d} U+d(p\cdot V)=T\cdot dS-p\cdot dV+p\cdot dV+V\cdot dp}.
وبالتالي نحصل على:
{\displaystyle \mathrm {d} H=\mathrm {d} U+d(p\cdot V)=T\cdot dS-p\cdot dV+p\cdot dV+V\cdot dp=T\cdot dS+V\cdot dp}.
أو:
{\displaystyle \mathrm {d} H=T\cdot dS+V\cdot dp}.
ويجب التفرقة بين معامل التفاضل {\displaystyle \mathrm {d} } «القائم» والمعامل 
{\displaystyle d} «المائل» ويرمز له أحيانا بـ (دلتا): فالأول ينتمي إلى دالة حالة النظام، أما الثاني فهو مجرد تغير غير تفاضلي (قد يزيد أو يقل بسبب كونه لا ينتمي إلى دالة حالة النظام، وإنما هو دالة عملية يقوم بها النظام، وهذه تعتمد على «طريق سير» العملية).
S هي إنتروبية النظام الحركي الحراري.
ولفهم «الشغل» الناتج عن حاصل ضرب الضغط في الحجم p.Vخلال عملية للنظام عند ثبات الضغط نفترض المثال الآتي:
نفترض أن غازا يغير حجمه (خلال تفاعل كيميائي مثلا) في أسطوانة وبها مكبس، حيث يدفع الضغط الكبس للحفاظ على ثبات الضغط p. فنستطيع حساب القوة الدافعة من مساحة سطح المكبس A طبقا للعلاقة p == F/A: حيث تبلغ القوة F = p.A. وطبقا للتعريف يكون الشغل المؤدى W = F.x, حيث x هي المسافة التي يتحركها المكبس في الأسطوانة. هذا معناه أن W == p.A.x، وحاصل ضرب المساحة في المسافة A.x تعطينا حجم الغاز بعد التمدد: A.x = V.
بناءًا على ذلك يكون الشغل W = p.V
حيث p هو الضغط الثابت و V هو الحجم المتمدد. هذا يعني أنه خلال عملية يكون فيها الضغط ثابتا يكون أي تغير للطاقة الداخلية يقدمها النظام في صورة شغل إلى الوسط المحيط لا تؤثر على قيمة الإنتالبي. فيمكن تعريف التغير في الإنتالبي:
(ΔH = ΔU + W = ΔU + Δ(pV
حيث ΔU هي مقدار الطاقة الحرارية المعطاة أثناء تمدد الغاز، ويكون W هي الططاقة المكتسبة من الشغل الذي قام بتحريك المكبس.

## الإنثالبي القياسي لتكوين مركب
{مقالة رئيسية: انثالبي قياسي للتكوين}
الإنثالبي القياسي لتكوين مركب كيميائي هو الطاقة اللازمة لتكوين 1 مول من مركب كيميائي من عناصره الأولية تحت الظروف القياسية (أي تحت الضغط العادي 101,3 كيلو بسكال ودرجة حرارة 25 °C (درجة مئوية)، وقد تتحرر تلك الطاقة وتظهر في هيئة حرارة في حالة تفاعل طارد للحرارة وتكون إشارتها سالبة، أما إذا كان تفاعل يمتص الحرارة فتكون إشارة تغير الإنثالبي موجبة، وهذا معناه أننا لا بد وأن نمد النظام المتفاعل بحرارة من الخارج لكي يتم التفاعل فنحصل على الناتج الذي نريده.
وتقاس الإنثالبي القياسي لتكوين مركب بوحدة كيلوجول/مول ويرمز له {\displaystyle \Delta H_{f}^{0}} (وتأتي f من كلمة formation الإنجليزية، كما تعني الدائرة فوقها أن ظروف التكون تحت الظروف القياسية).
فإذا كانت سالبة الإشارة فهذا معناه أن حرارة تتولد عن تكون المركب، أما إذا كانت إشارة تغير الإنثالبي موجبة فهوي يعني أنه لا بد من امداد النظام المتفاعل من الخارج بحرارة من أجل تكوين المركب المطلوب. وتعني إشارة سالبة كبيرة للإنثالبي القياسي للتكوين أن المركب الناشئ يكون مستقرا لا يتغير (حيث أن تكوين المركب كان مصحوبا بنشر حرارة كبيرة فيكون لا بد لتسليط عليه حرارة كبيرة من الخارج لإعادة تفكيكه).
وقد اتفق على اعتبار الإنثالبي القياسي للعناصر الكيميائية في حالتها المستقرة مثل الهيدروجين 
H2 والهيليوم He والليثيوم Li... وهكذا طبقا للتعريف بأنه 0 كيلو جول/مول.
من أهم تطبيقات الإنثالبي القياسي للتكوين هو أنه وسيلة لحساب حرارة التفاعل طبقا قانون هس الذي يقول أن «إنثالبي التفاعل لتفاعل كيميائي تحت الظروف القياسية هو حاصل طرح الإنثالبي القياسي لتكوين النواتج من الإنثالبي القياسي للعناصر الداخلة في التفاعل».
ويصاغ ذلك القانون رياضيا كالآتي:
{\displaystyle \Delta H_{\mathrm {Reaction} }^{0}=\sum \Delta H_{f,\mathrm {Produkts} }^{0}-\sum \Delta H_{f,\mathrm {reactants} }^{0}}
نستنتج من ذلك أن إنثالبي التكوين لمركب معين تحت الظروف القياسية يعتمد فقط على المركب نفسه وليس على الطريق الذي سلكه لتحضيره. وبذلك يعتبر إنثالبي التكوين دالة حالة لنظام ترموديناميكي. وتنتسب جميع القيم في المعادلة إلى حالة توازن ترموديناميكي لكي يتم بذلك ضمان ثبات درجة الحرارة.
يمكن تعيين الغنثالبي القياسي للتكوين بطريقة غير مباشرة عن طريق استخدام قانون هس من إنثالبي التفاعل للنواتج والمواد الداخلة في التفاعل (المعادلة أعلاه). وإذا لم تكن هناك نتائج عملية للتحضير فيمكن الاعتماد على حساب تقريبي للمواد، ونعرف في الكيمياء طريقة لذلك تسمى نظرية بنسون.

## إنثالبي التفاعل
إنثالبي التفاعل هي الطاقة التي تتحرر من التفاعل أو الطاقة التي تمتصها المواد المتفاعلة لكي تتفاعل، حيث تتكون من جزيئات مادتين مركبات جديدة (نشأة روابط جديدة بين الذرات أو الجزيئات). وهي تعتمد على المواد الداخلة في التفاعل وطريقة الروابط الكيميائية في المركب الناتج. ولحساب إنثالبي التفاعل نقوم بحساب مجموع إنثالبي التكوين للمادة الناتجة ومجموع حساب إنثالبي التكوين للمواد الداخلة في التفاعل وطرحها من بعضها.
الفرق بينهما هو «إنثالبي التفاعل» أو «حرارة التفاعل»:
. 2Na (s)      +      Cl2 (gas    {\displaystyle \longrightarrow }    2 NaCl (s)
وطبقا لتعريف الإنثالبي القياسي للتكون للعناصر الأولية بلأنها تساوي صفر، فهي تساوي صفر لذرتي الصوديوم (الصلب) وتساوي صفرا لغاز الكلور. أما الإنتالبي القياسي للناتج كلوريد الصوديوم فهو -411 كيلو جول/مول، ونظرا لأننا نحصل في المعادلة على 2 مول من كلوريد الصوديوم عند درجة حرارة 25 درجة مئوية، فيكون إنثالبي التفاعل:
Reaction enthalpy = 2*(-411) kJ/mol - 0 kJ/mol = - 822 kJ/mol NaCl
أي أن هذا التفاعل هو تفاعل ناشر للحرارة عند درجة 25 درجة مئوية. ومقدار الحرارة المتولدة من التفاعل
التي تنتشر من تكون 2 مول من كلوريد الصوديوم هي 822 كيلو جول، أي أن 1 مول من كلوريد الصوديوم له إنثالبي قياسي للتكوين هو -411 كيلو جول / مول (الإشارة السالبة تعني أن تفاعل التكوين هو تفاعل ناشر للحرارة).
في معادلة التفاعل تعني (s) اختصارا لكلمة solid حيث أن كلا من الصوديوم وكلوريد الصوديوم صلب، أما الكلور في التفاعل فهو في حالة غازية.

### مثال آخر: إضافة البرومين إلى ألكين
إضافة البرومين إلى مركب ألكين: يمكن حساب إنثالبي التفاعل بواسطة الإنثالبي القياسي:
H2C=CH2       +       Br2     {\displaystyle \longrightarrow }     H2BrC-CBrH2
1) الإنثالبي القياسي للألكين: 52 كيلوجول/مول
2) الإنثالبي القياسي للبرومين: 0 كيلو جول/مول
3) الإنثالبي القياسي لبرومين الألكين: - 39 كيلو جول/مول،
باستخدام تلك القيم نحصل على إنثالبي التفاعل:
- إنثالبي التفاعل= (52- 39-) كيلو جول/مول = -91 كيلو جول/مول

- مع اعتبار جميع القيم تخص الحالة الغازية للمركبات والمواد عند 25 درجة مئوية.

### قائمة إنثالبي أملاح غير عضوية (عند 25 درجة مئوية)
| مركب كيميائي                 | طور (مادة) | صيغة كيميائية | Δ Hf0 كيلو جول/مول |
| أمونيا (هيدروكسيد الأمونيا)  | aq         | NH3 (NH4OH)   | -80.8              |
| أمونيا                       | g          | NH3           | -46.1              |
| سلفات النحاس                 | aq         | CuSO4         | -769.98            |
| كربونات الصوديوم             | s          | Na2CO3        | -1131              |
| كلوريد الصوديوم (ملح الطعام) | aq         | NaCl          | -407               |
| كلوريد الصوديوم (ملح الطعام) | s          | NaCl          | -411.12            |
| كلوريد الصوديوم (ملح الطعام) | l          | NaCl          | -385.92            |
| كلوريد الصوديوم (ملح الطعام) | g          | NaCl          | -181.42            |
| هيدروكسيد الصوديوم           | aq         | NaOH          | -469.6             |
| هيدروكسيد الصوديوم           | s          | NaOH          | -426.7             |
| نترات الصوديوم               | aq         | NaNO3         | -446.2             |
| نترات الصوديوم               | s          | NaNO3         | -424.8             |
| ثاني أكسيد الكبريت           | g          | SO2           | -297               |
| حمض الكبريتيك                | l          | H2SO4         | -814               |
| السيليكا                     | s          | SiO2          | -911               |
| ثاني أكسيد النيتروجين        | g          | NO2           | +33                |
| أول أكسيد النيتروجين         | g          | NO            | +90                |
| الماء                        | سائل       | H2O           | -285.8             |
| ماء                          | غاز        | H2O           | -241.82            |
| ثاني أكسيد الكربون           | g          | CO2           | -393.5             |
| الهيدروجين                   | g          | H2            | 0                  |
| الفلور                       | g          | F2            | 0                  |
| الكلور                       | g          | Cl2           | 0                  |
| البروم                       | l          | Br2           | 0                  |
| البروم                       | g          | Br2           | +31                |
| اليود                        | s          | I2            | 0                  |
| اليود                        | g          | I2            | +62                |
| سلفات الزنك                  | aq         | ZnSO4         | -980.14            |

(طور المادة: g = غاز; l = سائل ; s = صلب ; aq = محلول مائي)

## تطبيقات
في الديناميكا الحرارية يمكننا حساب الإنتروبي عن طريق تعيين ظروف تشكيل نظام في «الفراغ»، حيث الشغل الميكانيكي اللازم لتشكيل النظام هو حاصل ضرب الضغط في الحجم pV. هذا الشغل مضافا إليه الطاقة الداخلية U يشكلان الإنتروبي.
نمد النظام الترموديناميكي بطاقة داخلية U تعمل على إزاحة جزيئات الهواء المحيطة لتوسيع مكان (حجم) ينشأ فيه النظام الوليد مع اعتبار أن الضغط p ثابتا. وتتكون الطاقة الداخلية لنظام غازي من حركة عشوائية للجزيئات من ضمنها طاقة حركة انتقالية، وطاقة حركة دورانية وطاقة اهتزاز للروابط بين الذرات في الجزيئات، بالإضافة إلى طاقة الروابط الكيميائية نفسها والكمون الكيميائي للذرات. كما تدخل فيها تآثر متبادل بين ثنائي أقطاب ناشئة عن المغناطيسية والشحنات الكهربية. 
ومن ضمن الطاقة الداخلية طاقة التنشيط، وطاقة تفكيك الروابط بين الذرات. فالطاقة الداخلية هي مجمل تلك الخواص.
وعندما نقوم بحساب الإنثالبي عن طريق U + pV، ونجمع بين الطاقة الداخلية بالإضافة إلى الشغل اللازم pV لتوسيع مكان (حجم) لنشأة نظام ترموديناميكي. والتغير في الإنثالبي لنظام هو الحرارة الصادرة من النظام أو الحرارة التي يمتصها النظام من الخارج عند ثبات الضغط. وبالنسبة إلى نظام ترموديناميكي يشكل التغير في الإنثالبي أكبر طاقة يمكن استغلالها من عملية ترموديناميكية يكون خلالها الضغط ثابتا.
والمقدار pV هو الشغل الازم لإزاحة الوسط المحيط بغرض تهيئة مكان يحتله النظام.

### أنواع من الإنثالبي
- إنثالبي التبخر أو حرارة التبخر وهو التغير في الحرارة الداخلية عند تحول سائل إلى الحالة الغازية، مثل تحول 1 مول من الماء إلى بخار تحت 1 ضغط جوي (لا يتغير إنثالبي التبخر كثيرا بتغير درجة الحرارة).
- انثالبي قياسي للتعادل وهو التغير في الإنثالبي عند تعادل حمض وقاعدة وتكوين 1 مول من الماء تحت الظروف القياسية، الموصوفة أعلاه.
- الإنثالبي القياسي للتسامي وهو الإنثالبي اللازم لتسامي 1 مول من المادة تحت الظروف القياسية سالفة الذكر،
- انثالبي قياسي للذوبان وهو تغير الإنثالبي بتفكك الجزيئات المصاحب لذوبان مركب في سائل تحت ضغط ثابت والظروف القياسية المعرفة أعلاه.
- الإنثالبي القياسي لإضافة هيدروجين: وهو تغير الإنثالبي الناشئ عن إضافة هيدروجين إلى مركب غير مشبع بالهيدروجين حتى يصبح مشبعا بالهيدروجين تحت الظروف القياسية سالفة الذكر.